# Deconstructed (EP)
Deconstructed EP es el segundo extended play (EP) de Kesha, lanzado digitalmente el 30 de noviembre de 2012, junto con el álbum Warrior. El EP también se publicó como disco extra con la edición fan del álbum, disponible únicamente a través de su página web en Estados Unidos. Deconstructed contiene cinco temas, cuatro de los cuales son nuevas versiones de canciones anteriores de Kesha, y uno es una versión de "Old Flames Can't Hold a Candle to You" (1980) de Dolly Parton, coescrita por la madre de Kesha, Pebe Sebert.
La versión del EP de "Die Young" (2012) se ha descrito como una forma de pop psicodélico relajado. La nueva mezcla de "The Harold Song" (2010) incluye voces relajadas con un sintetizador de bajo sawtooth wave side-chained a un kick drum sobre un sintetizador de piano. También se incluyen en el lanzamiento las mezclas basadas en música techno de "Blow" (2011) y "Supernatural" (2012). Esta versión de "Supernatural" y "Old Flames Can't Hold a Candle to You" se publicaron a través de la yincana promocional de Kesha para Warrior en su página web el 30 de noviembre de 2012. Antes de esto, la nueva mezcla de "Die Young" se publicó a través de la cuenta de YouTube de Kesha y como descarga digital promocional el 23 de noviembre de 2012.

## Lista de canciones
| N.º   | Título                                    | Producer(s)  | Duración |  |
| 1.    | «Old Flames (Can't Hold a Candle to You)» | Greg Kurstin | 3:40     |  |
| 2.    | «Blow»                                    | Kurstin      | 3:12     |  |
| 3.    | «The Harold Song»                         | Kurstin      | 4:55     |  |
| 4.    | «Die Young»                               | Kurstin      | 3:22     |  |
| 5.    | «Supernatural»                            | Kurstin      | 4:27     |  |
| 18:56 |                                           |              |          |  |